# Skagul Island
Skagul Island ist eine unbewohnte Insel der Delarof Islands, einer Inselgruppe im Westen der Andreanof Islands, die im Südwesten der Aleuten liegen. Das etwa 3 km und 12 m hohe Eiland wurde 1836 erstmals von Friedrich Benjamin von Lütke in den Seekarten verzeichnet.